# エムブレムサーガ
『エムブレムサーガ』 (Emblem Saga) は、2000年にアスキーがプレイステーション向けに発表したシミュレーションRPGである。開発は『ファイアーエムブレム』シリーズを立ち上げた加賀昭三が起業したティルナノーグで、キャラクターデザインは『ファイアーエムブレム トラキア776』の広田麻由美。発表時点ではエムブレムサーガだったが、発売前に改題し、2001年5月24日に『ティアリングサーガ ユトナ英雄戦記』として発売された。製品版となった『ティアリングサーガ』の体験版の際は『エムブレムサーガ』のタイトルとして配布されたが、中身は当項目の作品とはほぼ別物である。

## 概要
クォータビューのマップ上に敵味方ユニットを配置して戦闘を行い、戦術マップでクリア目的を達成することでシナリオを進行させる、ウォー・シミュレーションRPG。複数の主人公と複数の章からなる物語で構成され、マップ上に複数の軍団を作成し行動させることができる。
また、属性毎の属性防御や、軍団制におけるコスト性などが新規に取り入れられている。

## 物語の構想
『WEEKLYファミ通』2000年1月21日号（アスキー）「あのシリーズの最新作『エムブレムサーガ』独占初公開!!」によれば、この作品は加賀昭三がかつて手がけていた『ファイアーエムブレム』シリーズを継承した新作で、『ファイアーエムブレム 暗黒竜と光の剣』とは同年代ではあるが、別世界の物語である。某変身能力の少年も登場し、謎の吟遊詩人として重要な役割を担う。
紙面のインタビューによれば、舞台はかつて加賀が手がけた『ファイアーエムブレム』シリーズに登場した、アカネイア、バレンシア、ユグドラルに次ぐ四番目の大陸フォーセリア。根幹となる世界観は『ファイアーエムブレム』シリーズと同じで、かつて高度な文明を持ち、栄えていた「マムクート」と呼ばれる古代竜族が存在する。そのマムクートたちは自分たちが滅びた後の世界を担う人間達に対しどう関わっていくだろうかと加賀は考えたという。種が滅びを迎えたとき、種族の多くが永遠なる眠りを求め地中に姿を隠したが、中には人間に恨みを持つマムクートもおり、そのマムクートたちの力を利用しようとする邪悪な人間達とそれを阻止しようとする人々、さらにある契約により現れた神殿の守護聖竜たちが物語に関わる、と当時は語られていた。

## ゲームシステムの構想

### 最大8人のユニットによる軍団制
味方を複数の“軍団”に分けてフィールドマップ上を進撃させることになる。プレイヤーは自由に“軍団”を編成することが可能。仲の良いユニットを同じ“軍団”にすることで恋愛や友情など、新たな人間関係が生まれることもある。行動アイコンは、「移動」「へんせい」「ユニット」「アイテム」「たいき」「パス」。

### 属性防御
ステータスに新しく設定された10の属性を現すアイコンが属性防御を表す。ゲージの値が高くなると、その属性の攻撃を受けた際防御力にボーナス値がプラスされる。特定の武器や魔法に耐性のあるユニットをどう生かすかが問われる。属性は魔法だけではなく剣や弓、槍といった武器も含まれる。

### クォータービュー・向きの概念を採用
クォータービューを採用したことにより、“向き”の概念が設定されている。敵の背後や側面から攻撃をすれば、有利に戦うことができる。また、マップがより細かく見やすく、ユニットと共に大きく表示され、立体感もある。

### スタミナとコスト
“スタミナ”は行動したときや攻撃を受けたときに減少し、半分以下になると戦闘力低下、ゼロになると行動不能となる。“コスト”はユニットに支払われる報酬で、“軍団”が移動するときに所持金から引かれる。所持金を増やす方法は幾つかあるが、一例では“エムブレム”を入手することにより、“エムブレム”を所持している“軍団”はその王国の正式な軍隊となり、ターン毎に収入を得ることができる。他にも闘技場や洞窟、遺跡での宝探し、傭兵家業、盗み等でも稼ぐことが出来る。

## 登場人物
以下、初期の情報を元に作成。
赤いいなずま レイテル
プリンス。
ウォルナー
ソシアルナイト。
レムリス騎士団 ファリス
ウォルナーと同行中だと思われる。
レイテル、ウォルナーは開発中のため、製品版の『ティアリングサーガ』登場のジュリアスの顔グラフィックを使用。ファリスは初出の緑の髪のツインテール少女の顔グラフィックが使用されている。
また、初期は『ティアリングサーガ』におけるケイトとジュリアス（共に名前等の詳細な設定は表記されなかった）のイラストが掲載された。

## 訴訟問題
インテリジェントシステムズから退社した加賀昭三がゲームデザインを手掛けているため、発売直前まで「エムブレムサーガ」のタイトルであったことを始め、加賀の作品である『ファイアーエムブレム（FE）』シリーズとの類似点が散見される。その事が原因でインテリジェントシステムズ及びFEシリーズの発売元・任天堂が訴訟（不正競争防止法及び著作権法に基づく侵害行為差止・損害賠償請求訴訟）を起こしたこともあった。
著作権法上の訴えは棄却されたが、FEシリーズの関連商品であるかのように誤認させる宣伝方法を用いた不正競争防止法違反は認定され、約7600万円の損害賠償が確定した。
この訴訟の影響もあってか、2005年に『ティアリングサーガ』の続編『ベルウィックサーガ』が発売される直前に、当時発売予定であった『ティアリングサーガ』のベスト版の発売が見送られることになったが、2006年4月1日に「ファミ通名作ゲーム文庫」の1タイトルとして発売された。